# Allodia huggerti
Allodia huggerti is een muggensoort uit de familie van de paddenstoelmuggen (Mycetophilidae). De wetenschappelijke naam van de soort is voor het eerst geldig gepubliceerd in 2007 door Kjærandsen.
De wetenschappelijke naam van de soort huggerti is een vernoeming naar Lars Huggert, in wiens collectie bij de Universiteit van Lund het holotype is gevonden.
Het als holotype beschreven mugje is 3,7 millimeter lang en heeft een vleugellengte van 2,24 millimeter. De soort is alleen gevonden op de typelocatie, een gemengd bos in het zuiden van het Zweedse Skåne.